# Aetheomorpha tibialis
Aetheomorpha tibialis es un coleóptero de la familia Chrysomelidae.
Fue descrita científicamente por primera vez en 2000 por Medvedev.